# Štefan Kukura
MUDr. Štefan Kukura CSc. (27. července 1914 Krompachy – 1. května 1984 Michalovce) byl slovenský lékař specializující se v oboru chirurgie.

## Vzdělání
- 1930–1934 Gymnázium v Michalovcích
- 1934–1938 Lékařská fakulta Univerzity Karlovy v Praze
- 1939–1940 Lékařská fakulta Univerzity Komenského v Bratislavě

## Kariéra
Po ukončení studia v roce 1940 pracoval jako asistent normální anatomie na chirurgické klinice, později na ortopedické klinice. V roce 1946 získal specializaci ve všeobecné chirurgii.
Jako plně kvalifikovaný chirurg nastoupil 1. dubna 1946 do Michalovské nemocnice, kde jako primář chirurgického oddělení pracoval až do odchodu do důchodu 1. května 1984 – celkem 38 let.
Štefan Kukura byl průkopníkem v chirurgii. Převážnou část své profesionální kariéry působil v nemocnici v Michalovcích. Zúčastnil se i několika studijních pobytů v zahraničí (Francie, Belgie, Spojené království, Švýcarsko) a vypracoval přes 20 vědeckých prací.
Od 13. září nese nemocnice v Michalovcích jeho jméno.